# Acto administrativo en España
El acto administrativo, para el Derecho administrativo de España, es el «acto jurídico de voluntad, de juicio, de conocimiento o deseo dictado por la Administración Pública en el ejercicio de una potestad administrativa distinta de la potestad reglamentaria», definición defendida por el profesor español Eduardo García de Enterría, y construida sobre la definición del administrativista italiano Guido Zanobini.
Las definiciones de acto administrativo varían según dónde se ponga el énfasis, ya sea en el órgano que lo dicta, en el contenido del mismo, o en su forma. 
Obviando las disputas doctrinarias se puede entender al acto administrativo como «toda declaración unilateral de voluntad realizada en el ejercicio de la función administrativa que produce efectos jurídicos individuales de forma inmediata». Este concepto de acto administrativo es sostenido, entre otros, por el jurista argentino Agustín Gordillo.
Así pues, es una manifestación del poder administrativo, cuya característica es que se adopta en vía de decisión singular, en contra del acto del legislador o de la Administración que sea de carácter general (ley o reglamento, respectivamente), caracterizado por ser una imposición unilateral, imperativa y con consecuencias jurídicas para el destinatario.
Se señala que el acto administrativo es una "declaración de voluntad" para descartar posibles actividades de la administración que no sean específicamente emanaciones de la voluntad estatal. Al decir que es «unilateral» se la diferencia de otras figuras que sí expresan la voluntad de la administración como son, por ejemplo, los contratos administrativos. Al ser en ejercicio de la función administrativa, se descarta a las funciones judiciales y legislativas –cabría entrar en el análisis, llegado el caso, de las diferentes concepciones de función administrativa–. Y por último, si se dice que «produce efectos jurídicos individuales» para diferenciar el acto administrativo de otras actuaciones administrativas creadoras de situaciones jurídicas para el administrado, como los reglamentos.

## Características del acto administrativo
- Se trata de una declaración, por lo que quedan excluidos los actos de la Administración puramente materiales (redacción de un oficio, una demolición, el asfaltado de una calle, reconstrucción de la acera).

La declaración puede implicar una decisión de la Administración; una constancia o certificación de algo o incluso una mera declaración de un hecho o derecho preexistente.
- Ha de proceder de un sujeto de la Administración con competencia para realizar el acto.
- Deben constituir ejercicio de la potestad administrativa y estar sujetos al Derecho administrativo. Los actos administrativos pueden ser objeto de recurso judicial.
- Los actos administrativos son unilaterales. Esto excluye a aquellos en cuya formación concurren dos o más voluntades.
- Es una declaración de voluntad, pero no todas las manifestaciones con origen en la administración son actos administrativos, sino solo las que imponen consecuencias jurídicas al administrado( favorables o desfavorables). Las manifestaciones de la administración que no producen consecuencias jurídicas son «actuaciones administrativas» y no actos administrativos.

- Son directamente ejecutivos, por lo que si el particular se opone al cumplimiento la administración puede imponer el cumplimiento forzoso sin necesidad de acudir previamente al juez.

## Clasificación del acto administrativo

### Por su origen
- Actos simples que provienen de un órgano administrativo.
- Actos complejos que provienen de dos o más órganos administrativos.

### Por sus efectos
- Actos favorables crean una situación jurídica nueva, por la que se reconoce, otorga o declara un derecho o por la que se le exime de una obligación.
- Actos de gravamen restringen o limitan el patrimonio jurídico del particular, bien imponiendo una obligación o carga o bien limitando un derecho.

### Por su contenido
- Actos constitutivos que crean, modifican o extinguen relaciones jurídicas, bien reconociendo un derecho o suprimiendo un impedimento (Actos favorables), bien estableciendo un deber o carga (Actos de gravamen).
- Actos declarativos que solo constatan o acreditan una situación jurídica.La administración no da nada nuevo, se limita a constatar la situación actual de un particular.

### Por su forma
- Actos expresos que se manifiestan formalmente, casi siempre por escrito.
- Actos presuntos que se manifiestan en virtud del silencio administrativo que consiste en el transcurso de un periodo de tiempo establecido sin que la Administración haya emitido respuesta alguna.

### Por el lugar que ocupan en el procedimiento administrativo
- Actos de trámite que se dictan para preparar el acto que contendrá la resolución definitiva del mismo. No decide por tanto la cuestión de fondo del procedimiento.
- Actos definitivos en contraposición al anterior, es un acto que contiene la decisión adoptada por un órgano administrativo, con respecto al objeto de un procedimiento.
- Actos que causan estado que agotan la vía administrativa y que, por tanto, solo es recurrible ante la Jurisdicción contencioso administrativa.
- Actos firmes que se convierten en irrecurribles porque se dejaron transcurrir los plazos para su impugnación.

### Por su vinculación a una norma previa
Es muy común encontrar esta clasificación, pero corresponde hacer una aclaración, lo que es reglado o no es la facultad de decidir del órgano administrativo, no el acto. El acto se realiza en ejercicio de facultades regladas o discrecionales. De todas formas, por ser común de encontrar, esta es la explicación:
- Actos reglados en los que la Administración se limita a aplicar una norma que determina el contenido del acto.
- Actos no reglados o discrecionales en los que la Administración puede optar por una entre varias soluciones posibles igualmente válidas. Cabe aclarar que una determinada potestad sólo tiene ciertos elementos discrecionales, pues existen algunos que siempre son reglados: la existencia misma de la potestad, su extensión, la competencia para ejercerla y el fin.

La discrecionalidad no debe ser entendida como actividad en silencio de la ley. Será justamente la ley la que establecerá la existencia de una potestad discrecional, y ella será su fundamento y límite natural.

### Por su destinatario
- Actos de carácter singular el destinatario es una persona individual, concreta, conocida y localizada.
- Actos de carácter general los destinatarios son una pluralidad indeterminada(convocatoria para oposiciones) y que a diferencia de los reglamentos, estos se extinguen con su cumplimiento.

## Elementos del acto administrativo
Por elementos del acto administrativo hay que entender aquellas circunstancias que deben darse en aquél para que el acto resulte válido.

### Subjetivos
Sujeto activo.

El acto administrativo solo puede ser dictado por la Administración Pública, pero además debe ser el órgano competente. Esta competencia puede ser:
- Por razón del territorio, en virtud de la cual cada órgano administrativo tiene competencia frente a sus iguales en el territorio que se le asigne. El acto administrativo dictado por órgano incompetente territorialmente es nulo de pleno derecho.
- Por razón de la materia, en virtud de la cual a cada órgano de la Administración se le atribuyen competencias en una o más materias. El acto administrativo dictado por órgano incompetente por razón de la materia es nulo de pleno derecho.
- Por razón de la jerarquía, en virtud del cual se atribuye la competencia a unos órganos preferentemente respecto de sus superiores o inferiores. El acto administrativo dictado por órgano incompetente por razón de la jerarquía es anulable.

Si actúa un órgano incompetente, existiría un vicio en este elemento y se produciría lo que se conoce como "exceso de poder".
También se requiere que los titulares del órgano no estén incursos en las causas de abstención y recusación previstas en la Ley para garantizar la objetividad de su actuación.
Sujeto pasivo

El destinatario del acto, los hay de carácter general, que el destinatario es una colectividad y los individuales.

### Objetivos
Presupuesto de hecho: son presupuestos por la norma para que el acto pueda y deba ser dictado por la administración. El supuesto de hecho, proviene directamente de la norma atributiva de la potestad, es siempre, un elemento reglado del acto, y por tanto perfectamente controlable por el juez. Si el presupuesto legalmente tipificado no se cumple en la realidad, la potestad legalmente configurada en función de dicho presupuesto no ha podido ser utilizada correctamente.
La valoración política del supuesto podrá ser objeto de apreciación discrecional.
El fin: al configurar la potestad, la norma de manera explícita o implícita, le asigna un fin específico, que de pronto es siempre un fin público. Pero que se matiza significativamente en cada uno de los sectores de actividad como un fin específico. El acto administrativo es el ejercicio de una potestad, que debe servir a ese fin típico, el cual incurriría en vicio legal si se aparta de él o pretende servir a una finalidad distinta aun cuando se trate de otra finalidad pública.
Causa: es la efectividad de ese servicio al fin normativo concreto por el acto administrativo debe reservarse, justamente, al concepto de causa en sentido técnico.
El concepto de causa se debe diferenciar del fin. Así por ejemplo, el fin de la potestad policial es la defensa del orden público, la causa de un acto policial concreto será su funcionalidad específica para el servicio de ese fin en las circunstancias particulares de hecho que se trate. La utilidad pública y el interés social se definen por ley.
Motivos: La ley impone la obligación de motivar sus actos en un número importante de supuestos, incluidos los que se dicten en el ejercicio de potestades discrecionales(artículo 35 LPC) y los motivos, están siempre y necesariamente incorporados a la causa.
La exigencia de motivación de un acto administrativo, es solo un requisito  o instrumento final de las exigencias de los requisitos objetivos que antes hemos mencionado. Esta puede y debe controlarse por la administración primero en fase aplicativa y de eventual autotutela, y por el juez contencioso después en su fase fiscalizadora, comprobando: si los motivos que la administración invocan existen o no, si la realidad del supuesto de hecho se ha producido o no, si el acto es adecuado para el servicio efectivo del fin público…
La declaración: El artículo 4.3 CC aplica los artículos 1281 y siguientes en la interpretación de los actos administrativos y asignó como regla un valor primordial a la intención sobre su expresión literal. Los vicios de voluntad, expresados en la declaración tienen transcendencia en relación con esa interpretación. Ha de tenerse en cuenta que la administración actúa a través de personas físicas, titulares o agentes de los órganos que efectúan la declaración, los vicios de la voluntad, pues,  habrán de referirse a la situación personal de dichos individuos.
El contenido: La declaración debe de acomodarse a lo dispuesto por el ordenamiento. Se plantea la cuestión de las determinaciones accesorias de la voluntad y se admiten cláusulas particulares solo dentro de los márgenes permitidos por la tipicidad del acto, no en cuanto las mismas puedan romper el marco legal típico y llevar a una libre configuración administrativa de la decisión.
El objeto: de la declaración puede ser un comportamiento del administrado, de otra administración, de otro órgano, del titular del órgano, un hecho, un bien, una situación jurídica, su propia organización  o bien mixturas de esos objetos típicos.

### Formales
La declaración ha de producirse siguiendo un iter concreto y luego a través de determinadas formas de manifestación., que son: 
1) Procedimiento administrativo: la sumisión del actuar administrativo a un determinado procedimiento es una exigencia constitucional ( artículo 105 de la Constitución española de 1978). El procedimiento (modo de producción de un acto) por aplicación de normas jurídicas superiores a ese acto. El acto administrativo ha de seguir un procedimiento determinado, y dicho procedimiento regula símultáneamente:
+ Una actividad administrativo determinada para llegar a la fijación del supuesto de hecho del que hay que partir
+  La necesidad de adoptar unas ciertas formas de actuación.
+  Participación de una pluralidad de sujetos u órganos.
+ Con relevancia jurídica especial, la participación de las personas que tienen la condición formal de partes en el procedimiento distintas de la administración actuante.
De este modo, el procedimiento administrativo aparece como una ordenación unitaria de una pluralidad de operaciones expresadas en actos diversos realizados heterogéneamente por varios sujetos u órganos. Aparece la distinción entre actos de resolución y actos procedimentales. Ambos son actos administrativos, aunque con función y régimen diversos, pero además los actos procedimentales están ordenados a la producción final de la resolución, singularidad y de la relativa autonomía. Así pues, el procedimiento administrativo no es una forma de integración de una sola voluntad administrativa que se nutre de diferentes procedencias, no es un acto compuesto sino más bien un complejo de actos.
2) El acto administrativo: necesita de una forma externa de manifestación para acceder al mundo del derecho. Normalmente es la escrita, artículo 55 LPC, por razones como en el caso de los actos recipticios, deben notificarse y publicarse y solo mediante la forma escrita, con determinados requisitos formales, puede realizarse. 
Sin embargo, cabe matizar que no se debe confundir la forma escrita de producción con la forma escrita de constancia. Aunque actos como las órdenes de los policías, actos colegiados o en las relaciones orgánicas y funcionariales no se necesitan, estos tres supuestos suponen verdaderas y simples excepciones al principio general de la forma escrita.
3) Contenido de la forma escrita de la forma ordinaria de los actos adm: se suele imponer para los actos finales o resolutorios, el contenido mínimo se concreta en: encabezamiento, con indicación de la autoridad que emite el acto, preámbulo que suele referir los actos preparatorios, y las normas legales de competencia y en su caso de fondo, en que el mismo se funda. 
Además, la ley hace obligatorio indicar si se ha consultado al consejo de estado y si la resolución sigue o no su dictamen, motivación, parte dispositiva, que ha de corresponder a lo planteado por las partes y a lo suscitado por el expediente, el lugar, la fecha y la firma.
La motivación es un requisito típico no de todos los actos administrativos, pero si de la mayoría: de los actos de juicio, en especial,  porque es justamente la expresión racional del juicio en que consisten y de las resoluciones que implican gravamen para el destinatario o una denegación de sus instancias. La LPC expresa esta regla en estos términos en el 
Artículo 54.1- Serán motivados, con sucinta referencia de hechos y fundamentos de derecho:
- Los actos que limiten derechos subjetivos o intereses legítimos.
- Los que resuelvan procedimientos de revisión de oficio de actos adm, recursos adm, reclamaciones previas a la vía judicial y procedimientos de arbitraje.
- Los que se separen del criterio seguido en actuaciones precedentes o del dictamen de órganos consultivos.
- Los acuerdos de suspensión de actos, cualquiera que sea el motivo de ésta, así como la adopción de las medidas provisionales previstas en los artículos 72 y  136 de esta ley.
- Los acuerdos de aplicación de la tramitación de urgencia o de ampliación de plazos.
- Los que se dicten en el ejercicio de potestades discrecionales, así como los que deban serlo en virtud de disposición legal o reglamentaria expresa.

La Ley 30/1992, de 26 de noviembre, de Régimen Jurídico de las Administraciones Públicas y del Procedimiento Administrativo Común (LPC) ha establecido que es importante especialmente la motivación en los actos discrecionales porque estima que la expresión de los motivos en cuya virtud la administración ha optado por una concreta solución entre las muchas posibles es sencillamente fundamental a efectos del control jurisdiccional. Así pues, la motivación es un medio técnico de control de la causa del acto. Ha de ser suficiente y dar plena razón del proceso lógico y jurídico que ha determinado la decisión

## Efectos del acto administrativo

### Retroactividad
El artículo 57.3 LPC dice:
… excepcionalmente podrá otorgarse eficacia retroactiva a los actos cuando se dicten en sustitución de actos anulados y asimismo, cuando produzcan efectos favorables al interesado, siempre que los supuestos de hecho necesarios existieran ya en la fecha a que se retrotraiga la eficacia del acto y ésta no lesione derechos o intereses de otras personas…
De donde se deduce que el artículo 57 permite la retroacción de los efectos del acto que sustituye a otro anterior anulado. Cuando se trata de actos favorables no presenta problemas. En cambio, cuando el acto anulado tiene carácter limitativo o de gravamen la aplicación de la retroactividad podría derivar soluciones poco equitativas para el administrado.
Además, a la hora de interpretar la previsión de retroactividad se deben de tener en cuenta las concretas circunstancias de cada caso que pueden producir la entrada en juego de otros principios relevantes, como por ejemplo el de Buena fe.
Dado que la administración en ocasiones tarda en reaccionar a los acontecimientos y que no es justo que los particulares soporte las consecuencias del retraso de ésta, el legislador permite que la administración retrotraiga los efectos de su respuesta( acto adm) al momento en que este surgió, siempre y cuando, esto sea favorable para el interesado.
Sin embargo, cabe decir que el concepto acto favorable no es del todo preciso, ya que cuando existen terceros cuya posición es antagónica respecto del destinatario del acto, el retrotraer los efectos a ese momento produciría un perjuicio a ese tercero. Es por eso, que la retroacción de los efectos del acto no será posible cuando ésta lesione derechos o intereses legítimos de otras personas.
Si el acto impone la retroactividad fuera de los supuestos previsto por ley o la extiende más allá de los límites de la ley el acto será nulo por exceso, que se tiene que recabar por vía de recurso.

### Nulidad
Se suele reconocer que la nulidad en materia de actos administrativos recae en actos con defectos en sus elementos esenciales (art. 62 Ley 30/1992). Más precisamente en vicios manifiestos de estos elementos. Estos actos, a los que se suele llamar irregulares, no son susceptibles de ser confirmados por la administración. Cuando la nulidad de un acto se pone de manifiesto, no se está constituyendo en ese momento, sino que desde el momento en ser dictado ha sido nulo, no debiendo haber desplegado sus efectos.

### Anulabilidad
Como norma general, podríamos decir que los actos en los que encontremos un vicio no manifiesto, en los que se requiera algún tipo de indagación más profunda, serán anulables (art. 63 Ley 30/1992). En estos casos hay que decir que la Administración podrá convalidar el acto si hace enmienda de los vicios que lo afectan. A diferencia de la nulidad, la anulabilidad se constituye cuando es declarada por el órgano que la dictó.

## Caracteres del Acto Administrativo

### Presunción de Validez
La administración define derechos y crea obligaciones de forma unilateral y ejecutoria. Sus decisiones son inmediatamente eficaces, creando en el destinatario de las mismas una obligación de cumplimiento inmediato que tiene, en ocasiones, un respaldo penal.
El artículo 57.1 LPC dice los actos de las administraciones públicas se presumirán válidos y producirán efectos desde la fecha en que se dicten, salvo que en ellos se disponga otra cosa, así pues, establece una presunción [iuris tantum] que permite al acto tener plenos efectos, en tanto en cuanto no se demuestre su invalidez, y que deriva en el particular la carga de impugnarlo para obtener su anulación y eficacia del mismo.
Para que la presunción de validez opere es necesario que el acto reúna unas condiciones externas mínimas de legitimidad. Se presume legítimo en la medida en que emana de una autoridad que lo es igualmente. Por tanto, cuando el aspecto externo del acto no proceda de una autoridad legítima, la presunción legal desaparecerá. 
En esos supuestos, se dice que el acto es absolutamente y radicalmente nulo, es decir, nulo de pleno derecho.
Pero salvo en el caso de los actos inexistentes ( por ejemplo orden de una agente público de ir a la luna en automóvil) todos los demás actos administrativos, incluso los afectados por vicio de nulidad, son materialmente eficaces y esa eficacia solo se puede destruir por medio de las vías de recurso procedentes y a cargo del particular.
La distinción de planos, material y jurídico, es consecuencia del privilegio de ejecución forzosa de la administración, que otorga a la administración una serie de instrumentos capaces de vencer la resistencia de los particulares por medio de la coacción.

### Ejecutividad
Una vez dictado el acto administrativo, este puede ser ejecutado por la propia administración, sin necesidad de recurrir a autorización judicial alguna. De este modo, inspecciones, registros, sanciones, etc. son ejecutadas por la Administración tan pronto como se encuentra afinado el procedimiento administrativo respectivo..

### Revocabilidad
El acto administrativo puede siempre ser revocado por la administración, siguiendo los procedimientos legales, a menos que la ley lo impida expresamente. Sin embargo, el ejercicio de esta potestad revocatoria no puede perjudicar los derechos adquiridos legítimamente. pero puede ser ejecutado sin la necesidad de acudir a un juez.

### Condiciones de eficacia del acto administrativo
La eficacia del acto administrativo está sujeta al cumplimiento con carácter general de los requisitos del artículo 39.2 LPACAP que establece la eficacia quedará demorada, cuando así lo exija el contenido del acto o esté supeditada a su notificación, publicación o aprobación superior.
Dentro de estos requisitos destacan especialmente la notificación y la publicación.

#### La notificación
La notificación se regula por los artículos 40 y siguientes LPACAP se notificaran a los interesados las resoluciones y actos administrativos que afecten a sus intereses o derechos y viene enmarcada objetiva y subjetivamente. Objetivamente, se refiere sobre todo a los actos de resolución, que ponen fin a un procedimiento, ya que son los que afectan directamente a derechos e intereses del destinatario del mismo. Subjetivamente, porque la obligación es referida solo a aquellos que tengan la condición de interesados en sentido técnico en el procedimiento de que se trate. 
El concepto de interesado está determinado por el artículo 4 LPACAP, donde se dice que lo son los que hayan estado presentes en el procedimiento, por haberlo promovido o por haber comparecido en el mismo antes de su resolución definitiva, así como lo que tengan derechos que puedan resultar afectados por la decisión que en el acto se adopte.
La notificación es una obligación formal, que solo se entiende hecha cuando se realice por alguna de las vías previstas en la ley. El art 40
y siguientes de la Ley 39/15 establecen los requisitos que deben contener la notificación y que son:
- Debe contener el texto íntegro del acto, incluida la motivación en su caso.
- Indicación expresa de si el acto es o no definitivo en la vía administrativa.
- Indicar los recursos que contra el mismo procedan, señalando el órgano ante el que hubieran de interponerse y del plazo del mismo.
- La notificación se practicará por cualquier medio que permite tener constancia de la recepción por parte del interesado o representante, la fecha, la identidad y el contenido del acto notificado y se deberá dejar constancia en el expediente.

Al ser un acto formal, la omisión de alguna de estas exigencias vicia la eficacia de la notificación de la misma.
La regla formal de notificación no se aplicará cuando los interesados sean desconocidos, se ignore el lugar de la notificación o intentada la notificación personal no se hubiese podido realizar, en esos casos la ley permite que se realice por anuncios en el tablón de edictos del ayuntamiento de su último domicilio y en el BOE, o en el boletín oficial de la CCAA o de la provincia. Pero la notificación edictal, no puede utilizarse para menoscabar las garantías procedimentales de los administrados.
En los procedimientos iniciados a solicitud del interesado, la notificación se practicará en el lugar que este haya señalado a tal efecto en su solicitud. En caso de no hallarse el interesado en su domicilio podrá hacerse cargo de la misma cualquier persona que se encuentre en el domicilio y haga constar su identidad. 
Una notificación que no haya sido hecha en debida forma no produce efectos, y por tanto, tampoco efectos contra el interesado.
El artículo 40.3 LPACAP supone una excepción y en él se dispone que las notificaciones que contengan el texto íntegro del acto, pero que omitan alguno de los demás requisitos del apartado anterior surtirán efecto a partir de la fecha en que el interesado realice actuaciones que supongan el conocimiento del contenido y alcance de la resolución o acto objeto de la notificación o interponga cualquier recurso que proceda. En este sentido, la interposición de cualquier otro recurso que no sea el que en cada caso proceda, no convalida los defectos de la notificación. La resolución mal notificada no es eficaz, y no empieza el plazo para impugnarla aunque el interesado interponga el recurso que impropiamente se le indicó.
Ante una notificación defectuosa el interesado puede optar entre darse por notificado interponiendo el recurso procedente o pedir a la administración que se le practique nuevamente la notificación con arreglo a la ley.

#### La publicación
La publicación de los actos administrativos difiere de la publicación de disposiciones generales. Sustituye a la notificación para aquellos actos que tengan por destinatarios una pluralidad indeterminada de personas (artículo 45.1 LPACAP) . Sin embargo, esa indeterminación de sujetos y ausencia de interesados no excusa en ningún caso el deber de la administración de notificar el acuerdo publicado con respecto de quienes han comparecido en el procedimiento.
Cuando la publicación sustituye a la notificación debe de contener las mismas menciones que la notificación. Además, la notificación es sustituida también por la publicación cuando se trate de actos integrantes de un procedimiento selectivo o de concurrencia competitiva de cualquier tipo, el cual deberá especificar el medio de publicación en el cual se hará dicha publicación.
Además, el órgano competente puede determinar también la publicación cuando lo aconsejen razones de interés público o cuando la notificación a un solo interesado no sea suficiente para garantizar la notificación, en estos casos la publicación no sustituye sino que complementa la notificación. Es importante también, que la falta de notificación (o publicación) en forma, demora la eficacia del acto cuando este pueda producir un perjuicio al destinatario, pero no en caso contrario
En el Derecho positivo español esta materia se encuentra regulada en la Ley 39/2015 de 1 de octubre de Procedimiento Administrativo Común de las Administraciones Públicas.
- Datos: Q5656971